# Christo Etropołski
Christo Michajłow Etropołski (bgr. Христо Михайлов Етрополски, ur. 18 marca 1959 w Sofii) – bułgarski szablista, wielokrotny medalista mistrzostw świata.
Podczas mistrzostw świata w Wiedniu w 1983 roku wywalczył brązowy medal w szabli indywidualnej. W zawodach tych wyprzedzili go jego brat Wasił Etropołski i Włoch Gianfranco Dalla Barba. Na rozgrywanych dwa lata później mistrzostwach świata w Barcelonie był indywidualnie drugi, za Węgrem Györgym Nébaldem a przed Wasiłem Etropołskim. Ponadto trzykrotnie zdobywał medale w rywalizacji drużynowej: srebrne na MŚ 1985 i MŚ 1987 oraz brązowy na MŚ 1986.
Wystartował na igrzyskach olimpijskich w Moskwie w 1980 roku zajmując piąte miejsce w turnieju indywidualnym. W rundzie finałowej wygrał jeden z pięciu pojedynków. W zawodach drużynowych Bułgarzy odpadli w pierwszej rundzie. Brał również udział w igrzyskach olimpijskich w Seulu w 1988 roku, gdzie indywidualnie został sklasyfikowany na 21. miejscu, a drużynowo ponownie odpadł w pierwszej rundzie.
Brat bliźniak Wasiła Etropołskiego.